# Konnyckel

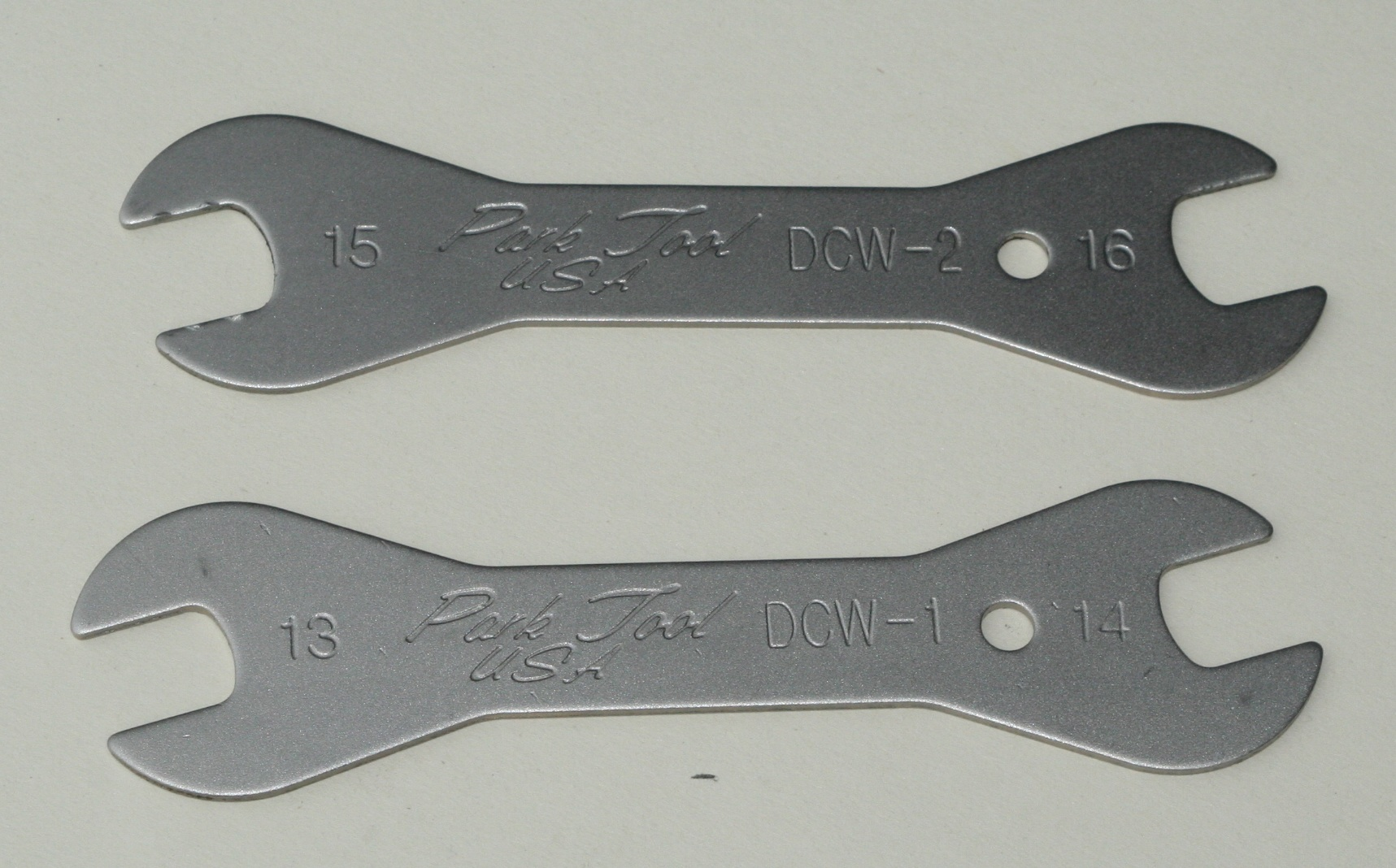
Konnycklar med dubbla ändar, 13–16mm

En konnyckel är ett mekanikerverktyg. Det som skiljer en konnyckel från en öppen fast nyckel eller en blocknyckel är att den är tunnare, runt två millimeter. Konnycklar används framförallt för att montera och justera hjullager på cyklar. Där är muttrarna är så låga att man inte kommer åt med en vanlig nyckel.